# Puerto Triunfo
Puerto Triunfo ist eine Gemeinde (municipio) im Departamento Antioquia in Kolumbien.

## Geographie
Puerto Triunfo liegt in der Subregion Magdalena Medio in Antioquia 180 km von Medellín und 188 km von Bogotá entfernt auf einer Höhe von ungefähr 150 m ü. NN am Río Magdalena und hat eine Durchschnittstemperatur von 28 °C. An die Gemeinde grenzen im Osten Puerto Boyacá in Boyacá, im Norden Puerto Nare, im Westen San Luis und im Süden Sonsón.

## Bevölkerung
Die Gemeinde Puerto Triunfo hat 19.566 Einwohner, von denen 3969 im städtischen Teil (cabecera municipal) der Gemeinde leben (Stand: 2022).

## Geschichte
Seit 1882 gehörte das Gebiet des heutigen Puerto Triunfo administrativ zu San Luis. Bis 1905 war der Ort als El Triunfo bekannt, danach hieß er Puerto Uribe Gómez. Ein zu San Luis gehöriges Corregimiento, das die heutige Gemeinde umfasste, wurde 1944 unter dem Namen El Rebozo geschaffen. Seit 1945 trägt der Ort den heutigen Namen. Puerto Triunfo erhielt 1977 den Status einer Gemeinde. Historisch war Puerto Triunfo Schauplatz von Konflikten zwischen den verschiedenen Parteien und eine Hochburg und ein Rückzugsort der Konservativen.

## Wirtschaft
Die wichtigsten Wirtschaftszweige von Puerto Triunfo sind Landwirtschaft und Bergbau. Es werden Limetten, Mais, Maniok und Bananen angebaut, Marmor abgebaut und Zement hergestellt. Zudem spielt der Tourismus eine wichtige Rolle.

## Hacienda Nápoles
Auf dem Gebiet der Gemeinde Puerto Triunfo befindet sich beim Corregimiento Doradal der Themenpark Hacienda Nápoles. Das Landgut war im Besitz des Drogenbosses Pablo Escobar, der auf dem Anwesen einen Privatzoo anlegte und exotische Tiere aus Afrika importierte. Nach dem Tod Escobars verfiel das Gelände. 2007 hat die Gemeinde das Anwesen zu einem Themenpark umgewandelt, der Touristen aus aller Welt anlocken soll.

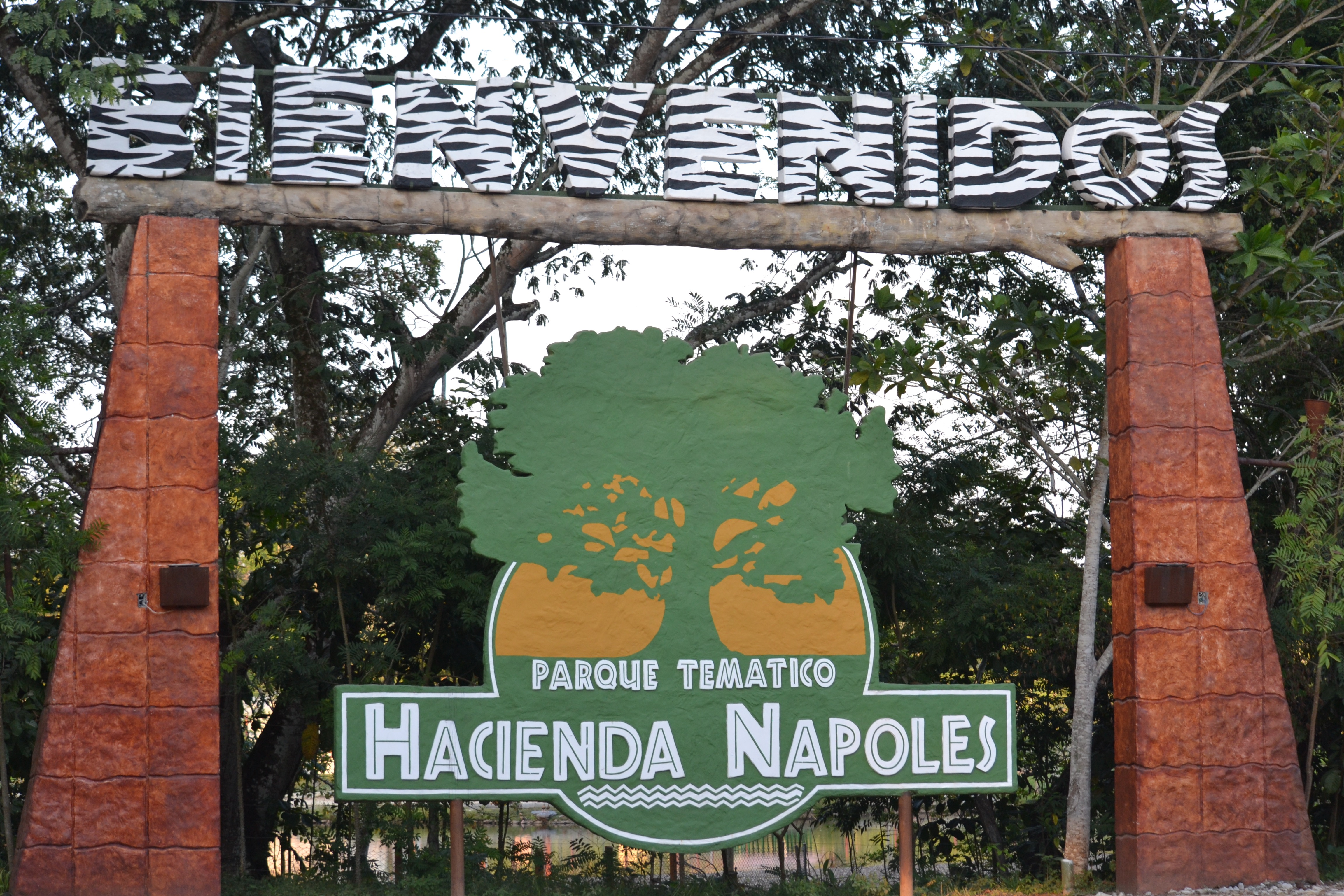
Hacienda Nápoles
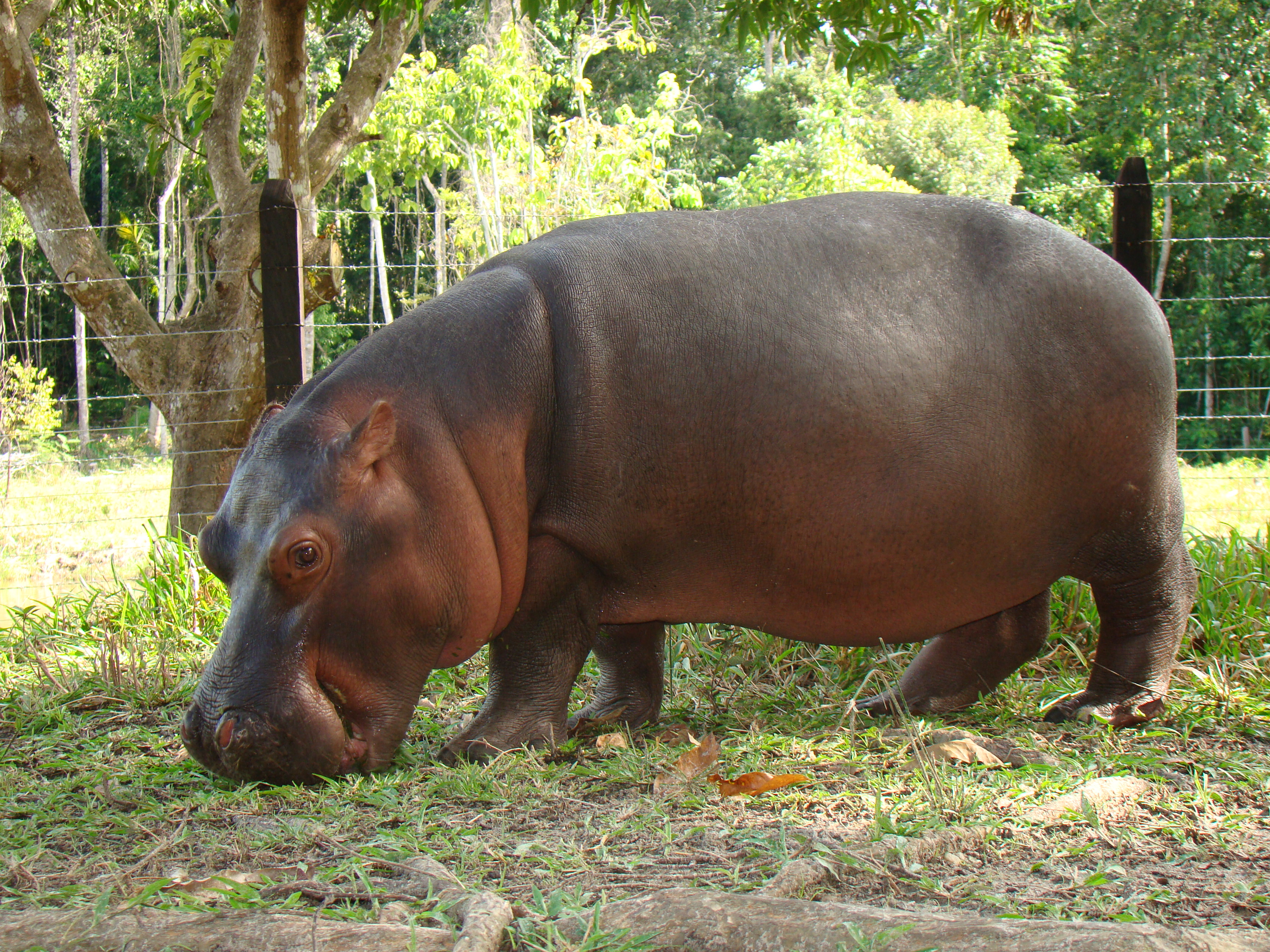
Flusspferd im Themenpark
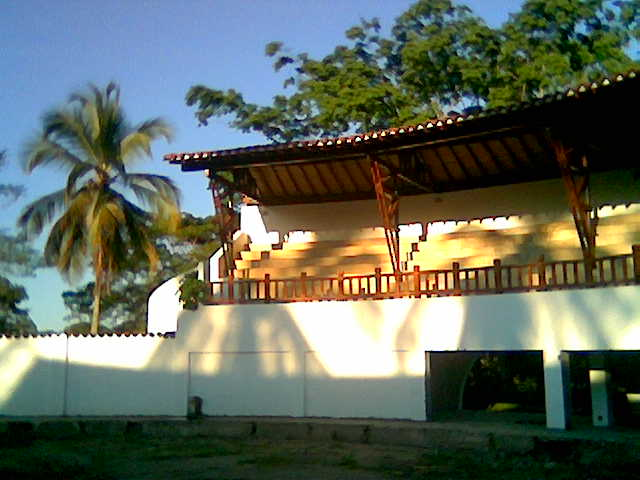
Private Stierkampfarena von Escobar